# Léon M'ba
Léon M'ba (9. februar 1902 i Libreville – 28. november 1967 i Paris) var Gabons første præsident (1960–1967). Efternavnet skrives både M'Ba og Mba.
Han var et medlem af den etniske gruppe Fang-folket. Han var premierminister fra 21. maj 1957 til 21. februar 1961 og blev præsident da landet fik sin uafhængighed fra Frankrig den 17. august 1960. Han blev i en kort periode afsat gennem et statskup i februar 1964, og Jean-Hilaire Aubame blev indsat som præsident, men han blev genindsat efter bare få dage efter indgriben fra Frankrig.
M'ba blev genvalgt i marts 1967, men døde i november det samme år og blev efterfulgt af sin vicepræsident Albert-Bernard Bongo (nu Omar Bongo Ondimba).
| Efterfulgte: - | Gabons præsidenter 1960-1967 | Efterfulgtes af: Omar Bongo |

1. ↑  Navnet er anført på bokmål og stammer fra Wikidata hvor navnet endnu ikke findes på dansk.
2. ↑  Navnet er anført på engelsk og stammer fra Wikidata hvor navnet endnu ikke findes på dansk.